# Sei gegrüßet, Jesu gütig (Gade)
Sei gegrüßet, Jesu gütig is een compositie van Niels Gade. Het werk bestaat uit een aantal variaties voor orgel solo van het koraal met dezelfde titel van Johann Sebastian Bach (BWV768). Gade schreef het tijdens een reis tussen Hamburg en Odense. Gades variaties zijn geschreven voor vierhandig orgel, hij had waarschijnlijk zijn schoonvader Johan Peter Emilius Hartmann (ook componist en organist) op het oog als partner. Gade was namelijk net met diens dochter Emma Sophia getrouwd. 